# Jason Drucker
Jason Ian Drucker  es un actor estadounidense. Actuó como Greg Heffley en la película de 2017 Diary of a Wimpy Kid: The Long Haul. También interpretó a Tommy Miller, el más joven de la familia Miller, en Every Witch Way de Nickelodeon. En 2018, co-protagonizó la precuela Bumblebee de Transformers.

## Filmografía
| Títulos                             | Oficios            | Años | Observaciones                                          |
| ----------------------------------- | ------------------ | ---- | ------------------------------------------------------ |
| Barely Lethal                       | Parker Larson      | 2015 |                                                        |
| WySCAN                              | Adam               | 2016 | Cortometraje de película                               |
| Benny                               | Benny              | 2016 | Cortometraje de película                               |
| Nightmarish                         | Thomas             | 2016 | Cortometraje de película                               |
| Diary of a Wimpy Kid: The Long Haul | Greg Heffley       | 2017 |                                                        |
| Bumblebee                           | Nombre selecciones | 2018 | Rodaje                                                 |
| Nuevo película de títulos           | Nombre selecciones | 2018 | TBA                                                    |
| Hope America                        | Nombre selecciones | 2019 | Corea del Norte en la resistencia fue distopía ficción |

Televisión de roles
| Títulos         | Oficios      | Años      | Observaciones                  |
| --------------- | ------------ | --------- | ------------------------------ |
| Every Witch Way | Tommy Miller | 2014-2015 | Papel recurrente, 51 episodios |
| Chicago Fire    | Hogan Korpi  | 2017      | 1 episodio                     |

Video Juegos de roles en software desarrollo Studio
| Títulos                    | Oficios                       | Años | Observaciones                                                                        |
| -------------------------- | ----------------------------- | ---- | ------------------------------------------------------------------------------------ |
| American Battlers Platform | Jugador nombre es Selecciones | 2018 | Publicado por Nintendo Of America fue juego trabajo de precuela al Super Smash Bros. |
| Nuevo juego de títulos     | Jugador nombre es Selecciones | 2018 | Publicado por Nintendo Of America                                                    |